# Ван Эйден, Ренс
Ренс ван Эйден (нидерл. Rens van Eijden, МФА: [ˈrɛns vɑn ˈɛidə(n)], 3 марта 1988, Хертогенбос, Нидерланды) — нидерландский футболист, игравший на позиции центрального защитника.

## Клубная карьера
Обучался в школе клуба РКСВ «Маргрит» (Осс), затем перешёл в школу клуба ПСВ.
Дебютировал за основную команду ПСВ 11 апреля 2007 года в матче Лиги чемпионов УЕФА против «Ливерпуля», выйдя на замену на 72-й минуте матча вместо ивуарийского нападающего Аруны Коне. Но так и не сыграл за ПСВ в Высшем дивизионе чемпионата Нидерландов.
Летом 2008 года на правах аренды перешёл в клуб «Виллем II».
В апреле 2009 года подписал контракт с клубом НЕК из Неймегена. В сезоне 2011/12 был признан лучшим игроком команды. Вместе с НЕК ван Эйден по итогам сезона 2013/14 опустился в Первый дивизион и вернулся в Высший дивизион год спустя.
Зимой 2016 года вёл переговоры по переходу в московское «Динамо», но трансфер не состоялся из-за предъявленных "дополнительных требований" со стороны российского клуба.
До истории с неслучившимся переездом в Россию Ренс ван Эйден в течение полутора сезонов являлся капитаном НЕКа, и после того как стороны пришли к соглашению, а сам ван Эйден успешно прошёл два медицинских обследования, в НЕКе был выбран новый капитан — вратарь Брэд Джонс, а футболка с 3-м номером перешла к взятому ему на замену датчанину Дарио Думичу. Ван Эйден пропустил 5 туров Эредивизи, но с 8 февраля вновь приступил к тренировкам в общей группе команды.
В апреле 2022 года объявил о завершении игровой карьеры по окончании сезона 2021/22.

## Карьера в сборной
Играл за молодёжную и вторую сборные Нидерландов.